# Первомайский (остров)
Первомайский (укр. Первомайський) — искусственный остров, насыпанный между Кинбурном и Очаковом. Остров был построен для размещения на нём артиллерийского форта, который преграждал путь в Днепро-Бугский лиман. Площадь поверхности — 0,073 км² (7,3 Га), протяжённость — 140 м.
С момента создания остров использовался в качестве форта береговой охраны. В СССР после Второй мировой войны на острове располагался центр подготовки морских десантников.
С 2006 года постройки на острове заброшены.
В конце XIX века инженеры называли остров «выдающимся гидротехническим сооружением, не имеющим аналогов в мире».
Первоначальное название острова — Остров Приморской батареи, по названию артиллерийской батареи, размещённой на нём. Другие названия — Батарейный остров, Николаевский остров, остров Николаевской Приморской батареи на Очаковском рейде (в период Российской империи и Республики), Остров 1 мая, Первомайский остров, Майский остров (в период Советской власти и позже).

## История
После взятия Очакова в ходе русско-турецкой войны 1787—1791 годов крепость была срыта (взорвана) по приказу князя Потёмкина, из-за чего Днепро-Бугский лиман лишился военной защиты.
В 1850-х военные инженеры обсуждали проект постройки одного или двух искусственных островов с фортами в лимане между Очаковым и Кинбурном авторства Ф. П. де Воллан, но тогда этот проект был проигнорирован военным руководством страны, а крепость Кинбурн передана в гражданское пользование. Один из островов он предлагал создать на Кинбурнской отмели, которая является продолжением Кинбурнской косы и заканчивается в 150 саженях от фарватера, на оконечности отмели в то время располагался плавучий маяк.
В ходе подготовки к очередной войне с Турцией, в 1873 году Высочайшим повелением Император Александр II приказал построить в лимане у Очакова укрепление «для преграждения доступа неприятельскому флоту».
Идея создать искусственный остров и разместить на нём форт разными источниками приписывается разным людям. Одно из мнений гласит, что идея принадлежала генералиссимусу Александру Суворову и была поддержана императрицей Екатериной II. По другой версии насыпать остров в лимане предложил инженер, генерал-адъютант Эдуард Тотлебен, который в дальнейшем разработал и реализовал этот фортификационный проект. Однако документы этого не подтверждают — в архивах имеются сведения о проекте фортов на насыпных островах авторства Франца де Воллана, также есть разработанный Эдуардом Тотлебеном «Генеральный план укрепления города Николаева», в котором он описал размещение артиллерийских систем для обеспечения защиты города и подступов к нему, и проект генерал-адъютанта Д. А. Милютина от 1857 года, который и был реализован. Роль Тотлебена в строительстве острова заключается в поддержке проекта Милютина, военный инженер Тотлебен добился утверждения проекта.
По инициативе фортификатора Эдуарда Тотлебена в 1873 году было принято решения о постройке артиллерийского форта на насыпном острове на входе в Днепро-Бугский лиман по проекту Д. А. Милютина. Местом для создания острова была выбрана «блуждающая» банка у оконечности Кинбурнской отмели. Эта отмель представляет собой подводное продолжение Кинбурнской косы и продолжается под водой на расстояние около 500 саженей к западу от неё, а у окончания этой отмели, вблизи фарватера давно была известна песчаная банка на глубине около 13-14 футов, иногда появлявшаяся из воды и время от времени перемещавшаяся вдоль фарватера на 200—300 саженей.
Фортификационные работы начались осенью 1874 года. В 500 саженях от окончания Кинбурнской косы и в 3,5 км от Очакова на Кинбурнской отмели был насыпан остров и на нём сооружён блок-форт c артиллерийской батареей, получившей имя «Приморская», а острову было дано название «Батарейный». Строительством руководил военный инженер Борисов, к работе были привлечены около тысячи рабочих.
К началу русско-турецкой войны 1877—1878 годов батарея была вооружена 11-дюймовыми пушками образца 1867 года, привезёнными из Кронштадтской крепости, а также новыми 9-дюймовыми мортирами, изготовленными на Пермском заводе. Во время этой войны турецкий флот не стал пытаться проникнуть в Днепро-Бугский лиман, поэтому Николаевская батарея в боях не участвовала.
Сразу после окончания войны 1877—1878 годов, 9 августа 1878 года, Император высочайше повелел «оставить воздвигнутые для войны 1877 года Очаковские укрепления навсегда, постепенно придавая им характер долговременных укреплений». В ходе исполнения этого императорского повеления батарея на острове долго перестраивалась.
Работы на Батарейном острове, проводимые по проекту Д. А. Милютина, были завершены в 1880 году. В 1881 году остров имел причал, склады, 40 казематов, пороховые погреба и железнодорожную ветку. Все работы, запланированные после окончания войны 1877—1878 годов, были завершены к 1891 году.
На 1891 год Николаевская батарея имела 13 одиннадцатидюймовых (280 мм) пушек образца 1877 года, 11 девятидюймовых (229 мм) мортир, пять шестидюймовых (152 мм) пушек массой 190 пудов, две 57-мм береговые пушки системы Норденфельда и восемь 9-фунтовых пушек. При этом орудия большого калибра (152 мм, 229 мм и 280 мм) имели низкую скорострельность (один выстрел в 2-3 минуты), и 57-мм береговые пушки использовались в качестве пристрелочных. 9-фунтовые пушки представляли собой полевые орудия образца 1867 года, они предназначались для защиты от десанта.
В 1898 году на остров поступили две скрывающиеся артиллерийские установки системы Г. Е. Паукера — подъёмно-поворотные платформы, позволявшие поднимать орудия из-под земли и опускать их обратно. Из-за низкой надёжности обе установки не были введены в эксплуатацию и были демонтированы.
С конца ноября 1905 года до 6 марта 1906 года на острове содержался арестованный лейтенант П. П. Шмидт, руководитель восстания на крейсере "Очаков", 6 марта 1906 года его перевезли на остров Березань, где он был расстрелян. В советской время на Первомайском острове был создан музей П. П. Шмидта и установлен памятник «Потемкину» — основание фок-мачты броненосца.
К началу Первой мировой войны на острове были установлены четыре 152-мм скорострельные орудия системы Канэ.
В ходе Первой мировой войны германские и турецкие корабли не рисковали вступать в бой с Николаевской батареей, как и в Русско-турецкую войну 1877—1878 годов, за годы этой войны гарнизон ни разу не участвовал в боях.
В ходе Гражданской войны до июля 1919 года остров Николаевский контролировался РККА, но 26 июля 1919 года был захвачен десантом белых. Во время штурма были уничтожены два из четырех 152-мм орудий, а оставшиеся краснофлотцы привели в неработоспособное состояние, сняв и утопив замки. Про остальные орудия форта сведений нет, но по косвенным данным можно предположить, что действующих дальнобойных орудий в нём не осталось, так как за более чем двухнедельную осаду Очакова Белая армия обстреливала город только с кораблей (крейсер «Кагул», канонерская лодка «Кубанец», эсминец «Жаркий» и другие), а остров использовался только для корректировки огня.
В начале февраля 1920 года белые оставили остров из-за наступления красных. Все орудия Николаевской батареи были выведены из строя, а инженерные сооружения (казематы, брустверы и другие) остались невредимыми.
1 мая 1920 года остров был переименован «Остров 1 Мая», позже он получил название «Первомайский» и неофициальное — «Майский».
В 1920 году на остров привезли четыре 130-мм корабельные пушки с Балтийского флота, три из них установили на батарее № 8, из четвертой на барже соорудили плавучую батарею, приписанную к острову. Также на специальном станке для зенитной стрельбы установили 76-мм полевую пушку.
20 июля 1920 года, в период наступления армии Врангеля, белый крейсер «Генерал Корнилов» (прежнее название — «Кагул») обстрелял батарею на острове, в ответ с острова были сделаны семь выстрелов калибром 130-мм. По данным белых, снаряды не попали в цель, но упали в воду вблизи корабля, а по докладу красных, последний выстрел угодил в борт крейсера. После седьмого выстрела, который красные посчитали успешным, крейсер «Корнилов» прекратил огонь и отступил. Захват острова мог помочь белым захватить Западное Причерноморье с городом Одессой, затем двинуться на север и соединиться с войсками маршала Пилсудского.
Всё лето 1920 года в море около Днепро-Бугского лимана находились мониторы румынской дунайской флотилии. При приближении на дальность выстрела орудия батареи открывали огонь и румынские суда отходили без боя.
В августе 1920 года остров был атакован врангелевским флотом под командованием вице-адмирала Саблина в составе: линкор «Генерал Алексеев» (предыдущее название — «Александр III»), крейсер «Генерал Корнилов», эсминцы «Капитан Сакен» и «Дерзкий», канонерки «Кача», «Альма», Б-1, Б-2 и Б-3, подводная лодка «Тюлень», тральщики и другие корабли. 1 августа флот подошёл ко входу в лиман, 3 августа с дистанции 97 кабельтов (18 км), вне досягаемости 130-мм орудий островной батареи, линкор начал обстрел острова, но точность стрельбы на таком расстоянии была мала из-за низкой квалификации судовых артиллеристов: из первых 21 выстрелов 305-мм (12 дюймов) в остров попали 6 снарядов. «Генерал Алексеев» суммарно сделал 165 выстрелов по острову и Очакову. Остров также обстреливали другие суда, с более близких дистанций. Обстрел оказался неэффективен, все три орудия островной батареи остались целыми. Хотя были убиты или ранены несколько красноармейцев, попытка белого флота прорваться в лиман провалилась. Линкор «Генерал Алексеев» и эсминец «Капитан Сакен» прекратили атаку и 17 августа ушли в Севастополь, позже ушли и другие корабли, в сентябре 1920 года оставался только рейсер «Корнилов», который периодически обстреливал остров, подходя на расстояние предельной дальности стрельбы своих 130-мм орудий. 5 ноября крейсер «Корнилов» также ушел в Севастополь, после того, как в конце октября РККА вытеснила армию Врангеля на полуостров Крым.
В конце 1920-х годов на батарее № 8 острова Первомайский на временных деревянных основаниях были установлены две 203-мм пушки, снятые с линкора Балтийского флота «Андрей Первозванный». Затем 130-мм пушки убрали с острова, а к двум 203-мм добавили ещё две и все четыре орудия установили на бетонные основания.
В начале 1930-х береговую линию острова укрепили бетоном, на самом острове нарастили земляные валы и усилили казематы — толщину их стен довели до 2,5 метров. Также для водоснабжения гарнизона пробурили артезианскую скважину,
К началу Великой Отечественной войны 22 июня 1941 года на острове Первомайский располагалась 22-я батарея в составе четырех 203-мм береговых и четырех 76-мм зенитных орудий.
В августе 1941 года в ходе боёв Очаков был оставлен, РККА покинула город 20 августа 1941 года, и на остров перебазировалась часть войск очаковского гарнизона. 25 августа 1941 года на батарее № 22 остались всего двадцать четыре 203-мм снаряда, и боезапас был пополнен рейсом транспортной моторно-парусной шхуны «Штепенко», которая подошла к острову под огнём неприятеля в ночь на 30 августа. Вермахт ежедневно обстреливал и бомбил остров, в среднем за день немцы выпускали по Первомайскому около ста снарядов.
В конце сентября 1941 года остров Первомайский оказался в глубоком тылу немецкий войск, и командование Южного фронта приняло решение эвакуировать гарнизон Первомайского, Эвакуация была выполнена 22 сентября 1941 года бронекатерами № 105, 202, 204 и 402 Дунайской флотилии без потерь. Стволы орудий островной батареи были взорваны.
В июне 1953 года руководство ГРУ Генерального штаба Вооружённых сил СССР приняло решение о создании семи морских разведывательных пунктов (МРП) специального назначения. Один из первых таких пунктов с названием «Шестой морской разведывательный пункт» (6 МРП) был создан в Севастополе в районе бухты Круглой в октябре 1953 года, а в марте 1961 года 6-й МРП перебазирован на остров Первомайский.
В августе 1968 года 6-й МРП был преобразован в 17-ю отдельную бригаду спецназа ГРУ.
На острове поддерживался строжайший режим секретности, в частности, были запрещены приближение гражданских судов и фотосъёмка.
Сведений о работе водолазов 17-й отдельной бригады спецназа ГРУ ВС СССР мало. Известно, что во время фестиваля молодёжи и студентов на Кубе спецназовцы обеспечивали подводную охрану кораблей от возможных диверсий, участвовали в ликвидации последствий атастрофы теплохода «Нахимов», работали во время аварии канализации в Харькове и проводили работы по подводному разминированию (торпеды под Одессой, авиабомба в районе херсонского элеватора, мина времен Первой мировой войны в устье Дуная вблизи Измаила).
1 января 1990 года 17-я ОБрСН была реорганизована в 1464-й разведывательный пункт (РП 1464).
После распада СССР до 2004 года на острове базировались ВМС Украины.
В апреле 1992 года около 1000 человек, служивших на острове, приняли присягу Вооружённых Сил Украины, в военно-морских силах Украины была создана в/ч А1594 «Седьмая отдельная бригада Специальных Операций» (7 обр СпО), а часть офицеров и прапорщиков, не пожелавшие присягать Украине, покинули бригаду. Через некоторое время подразделение было переименовано в 17-й МРП — Центр Специальных Операций.
В октябре 2003 года в/ч А1594 была преобразована в 73-й морской центр специального назначения ВМС Вооруженных сил Украины (73 МЦСН), номер воинской части остался прежним — А1594.
В 2004 году воинская часть была переведена с острова в военный городок в Очакове, на острове остался маленький гарнизон охраны.
В декабре 2005 года воинская часть А1594 была уже расформирована, имущество выставлено на продажу.
После 2005 года постройки на острове заброшены, инфраструктура, в частности, артезианская скважина, приходит в негодность.
В 2020 году на острове были проведены учения курсантов Школы морского пехотинца.

## Конструкция
Остров был построен на отмели, в грунт были вбиты 3 ряда шпунтовых свай по всей протяжённости будущего острова. Пространство между сваями заполнено дресвой (смесью камней и глины), получившийся устойчивый грунт сверху засыпан песком. Материалы завозились из Очакова и Кинбурнской косы.
Вокруг насыпного острова из камня был сооружён защитный мол, чтобы предотвратить размывание острова волнами
После реконструкции в 1880-х годах артиллерийская батарея была оснащена механизмами подъёма и опускания крупнокалиберных орудий. Пушки и мортиры были установлены на вращающихся подъёмных платформах. Орудия могли производить круговой обстрел и могли быть оперативно опущены в казематы, что позволяло, выполнив стрельбы, спрятать орудия от артиллерийского огня противника.
В конце XIX века Николаевский остров был назван «выдающимся гидротехническим сооружением, не имеющим аналогов в мире».

## Остров в культуре
Вокруг острова и расположенном на нём форте ходит множество слухов и легенд. В самых распространённых (популярных) легендах утверждается, что якобы остров построен путём затопления барж с песком, есть также вариант, что за этим процессом наблюдала императрица Екатерина II, причём якобы она при этом стояла или сидела на надгробных плитах у Свято-Николаевского собора. Также в легендах говорится, что сваи при строительстве не забивались, а вкручивались в грунт, причём вращение каждой сваи якобы производилось тремя баржами, движущимися по кругу. Третья легенда сообщает, что камень, использованный при постройке, был привезён якобы из древней Ольвии из разрушенных стен города. Ещё одна популярная легенда утверждает о 40 сваях и прочих стройматериалах, якобы привезённых зимой по льду, и что летом якобы власти обязали всех купцов и рыбаков привозить на остров что-то нужное для строительства.